# 臼杵市立臼杵小学校
臼杵市立臼杵小学校（うすきしりつ うすきしょうがっこう）は、大分県臼杵市大字臼杵祇園東にある公立小学校である。

## 概要
臼杵市中心部にある小学校で、1874年（明治7年）に開校した長い伝統を持つ小学校である。
臼杵市では東海・東南海・南海連動型地震発生時に最大7mの津波が想定されているが、本校は臼杵湾から臼杵川沿いに約700m上流にあって、海抜が2.2mのため、被害を受ける恐れがある。このため、臼杵市では、2016年度（平成28年度）に、本校を、約1.3km離れ、海抜24mに位置する臼杵市立福良ヶ丘小学校と統合する方針を2012年10月に示した。しかし、区長会は反対の意見書を市に提出し、保護者のアンケートでも反対が9割近くを占めたことから、臼杵市は2013年1月に移転案を撤回した。

## 沿革
- 1874年（明治7年） - 開校。
- 1909年（明治42年） - 臼杵男子尋常高等小学校、臼杵女子尋常高等小学校に分かれる。
- 1934年（昭和9年） - 男女両校を合併し、臼杵尋常小学校発足。
- 1941年（昭和16年） - 国民学校令により臼杵国民学校に改称。
- 1947年（昭和22年） - 学制改革により臼杵町立臼杵小学校に改称。
- 1950年（昭和25年） - 臼杵市の市制施行に伴い臼杵市立臼杵小学校に改称。

## 通学区域
本町、新町、唐人町、横町、浜町、掛町、祇園南、祇園東、祇園中、祇園西、城北、洲崎、港町本通、港町東、新港町、城南、本丁、浜、東海添、西海添、南海添、北海添、駅前、下り松

## 進学先中学校
- 臼杵市立東中学校

## アクセス
- 鉄道：JR九州日豊本線臼杵駅より約1.4km、徒歩約15分。

## 著名な卒業生
- 吉丸一昌 - 作詞家
- 野上弥生子 - 作家
- 直良信夫 - 考古学者
- 日名子実三 - 彫刻家